# بين كوبر (ملحن)
بين كوبر (بالإنجليزية: Ben Cooper)‏ هو ملحن ومغن مؤلف أمريكي، ولد في 24 فبراير 1982 في جاكسونفيل في الولايات المتحدة.